# فتشتی
شهر فتش (به رومانیایی: Feteşti) در شهرستان یلومیتسا در کشور رومانی واقع شده‌است. جمعیت این شهر ۳۳٬۱۹۷ نفر  است.